# Divisió de Rawalpindi
La divisió de Rawalpindi fou una entitat administrativa de l'Índia Britànica i després del Pakistan, al Panjab (Pakistan). la capital era a Rāwalpindi i Murree.
Sota domini britànic tenia una superfície de 40.756 km² i la població era:
- 1881: 2.520.508
- 1891: 2.750.713
- 1901: 2.799.360

El 87% eren musulmans; els hindis eren 276.000 el 1901, els sikhs 85.000, els cristians 8,436, els jainistes 1.232 i els parsis 66. La formaven cinc districtes:
| Districte  | Àrea   | Població (1901) |
| ---------- | ------ | --------------- |
| Gujrat     | 5.312  | 750.548         |
| Shahpur    | 12.536 | 524.259         |
| Jhelum     | 7,286  | 501.424         |
| Rawalpindi | 5.206  | 558.699         |
| Attock     | 10.417 | 464.430         |
| Total      | 15,736 | 2,799,360       |

La ciutat principal era Rāwalpindi amb 87.688 habitants el 1901) incloent els campaments militars. Shahdheri, prop del pas de Margalla, ha estat identificada amb l'antiga Tàxila. Altres llocs històricament importants de la divisió eren Hassan Abdal, Manikiala, Rohtas, Malot i Mong. A Gujrat hi ha els camps de batalla de Sadullapur, Chilianwala i Gujrat.
Després de la independència el 15 d'agost de 1947, la divisió fou una les que va formar la província del Panjab (Pakistan) o Panjab Occidental, i del 1955 al 1970 fou una de les 12 (després 13) divisions de la província de Pakistan Occidental fins que la província del Panjab fou restaurada encara que alguns territoris foren segregats junt amb territoris de la divisió de Lahore per formar la nova divisió de Gujranwala. La nova divisió que va existir fins a l'abolició de les divisions el 2000, va estar formada per quatre districtes:
- Districte d'Attock
- Districte de Chakwal
- Districte de Jhelum
- Districte de Rawalpindi